# 芒什库尔
芒什库尔（法語：Manchecourt，法語發音：[mɑ̃ʃkuʁ]）是法国卢瓦雷省的一个旧市镇，属于皮蒂维耶区。芒什库尔已于2016年1月1日起和另外6个市镇合并为新市镇勒马勒塞布瓦（Le Malesherbois）。

## 地理
芒什库尔（48°14'19"N, 2°20'27"E）面积16.23 平方千米，位于法国中央-卢瓦尔河谷大区卢瓦雷省，该省份为法国中北部省份，北起埃松省，西北接厄尔-卢瓦省，西南接卢瓦-谢尔省，南至涅夫勒省和谢尔省，东临约讷省，东北接塞纳-马恩省。
与芒什库尔接壤的市镇（或旧市镇、城区）包括：欧奈拉里维耶尔、埃松河畔布里亚尔、拉布罗斯、塞萨维尔-多桑维尔、库德赖、奥尔沃-贝勒索沃、拉穆吕。

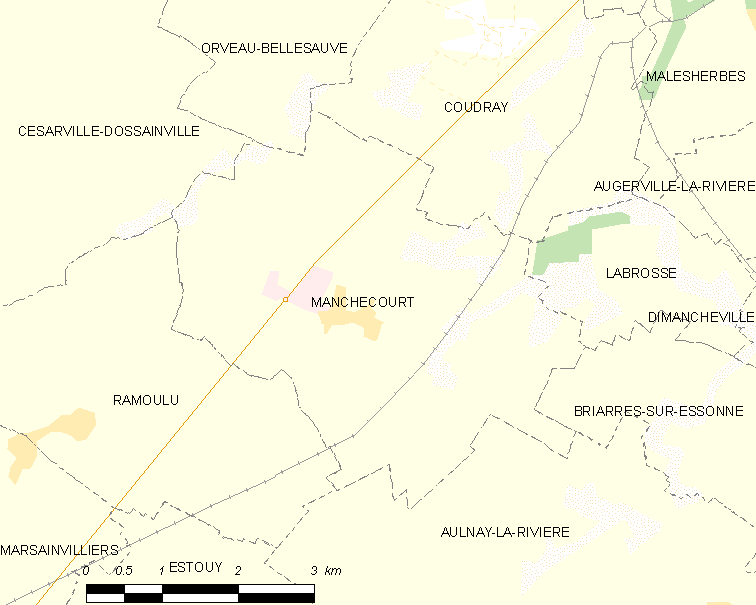
芒什库尔的OSM定位图

芒什库尔的时区为UTC+01:00、UTC+02:00（夏令时）。

## 行政
芒什库尔的邮政编码为45300，INSEE市镇编码为45192。

## 政治
芒什库尔所属的省级选区为勒马勒塞布瓦县。

## 人口

1962-2008年间芒什库尔人口变化图示

芒什库尔于2018年1月1日时的人口数量为764人。